# Next Floor
Pour plus de détails, voir Fiche technique et Distribution.
Next Floor est un court métrage réalisé par Denis Villeneuve et écrit par Jacques Davidts. Il a remporté, après avoir été présenté lors de la Semaine de la critique au Festival de Cannes en mai 2008, le Grand Prix Canal+ du meilleur court métrage. Il a également remporté le prix Jutra 2009 du meilleur court / moyen métrage, la compétition courts métrages du festival Hallucinations collectives en 2009 et le Prix Télébec 2008 au Festival du cinéma international en Abitibi-Témiscamingue.

## Synopsis
Des convives mangent autour d'une table, servis par plusieurs majordomes. Un lustre brillant éclaire la pièce assombrie et, surtout, la table, montrant des convives pâles et, manifestement, affamés…
Le plancher craque au fur et à mesure que les convives se nourrissent, ce qu'ils font de manière frénétique et outrancière. Les convives mangent de drôles d'espèces, peut-être en voie d'extinction ou disparues.
La partie du plancher soutenant la table et les convives s'effondre, envoyant ceux-ci à l'étage du bas, couverts de poussière. À l'étage du dessus, un majordome dit dans un interphone : « Next Floor ! » et tous les majordomes, ainsi que le lustre, descendent d'un étage. On voit, par le plafond, que la situation s'est déjà produite à plusieurs reprises. Après une brève hésitation, les convives continuent à littéralement se goinfrer. Le plancher cède à nouveau et une réaction en chaîne empêche désormais la table de se stabiliser. Le lustre brillant tombe, s'enfonçant dans le trou de plus en plus noir au fur et à mesure que les planchers se font défoncer par la table et les convives…

## Fiche technique
- Titre : Next Floor
- Réalisation : Denis Villeneuve
- Scénario : Jacques Davidts, sur une idée originale de Phoebe Greenberg
- Musique : Warren Williams
- Photographie : Nicolas Bolduc
- Montage : Sophie Leblond
- Production : Phoebe Greenberg et Karen Murphy
- Société de production : Phi
- Pays :  Canada
- Genre : Comédie noire et expérimental
- Durée : 11 minutes
- Dates de sortie : 
  -  France : 15 mai 2008 (festival de Cannes)

## Analyse
- Si vous ne connaissez pas le sujet, laissez ce bandeau (vous pouvez alors contacter les auteurs).
- Si vous supprimez le contenu mis en cause (vous pouvez préalablement contacter les auteurs),

argumentez précisément cette suppression dans la page de discussion
(un manque de référence n'est pas un argument ; une recherche réelle de référence doit avoir été effectuée, être formellement documentée).

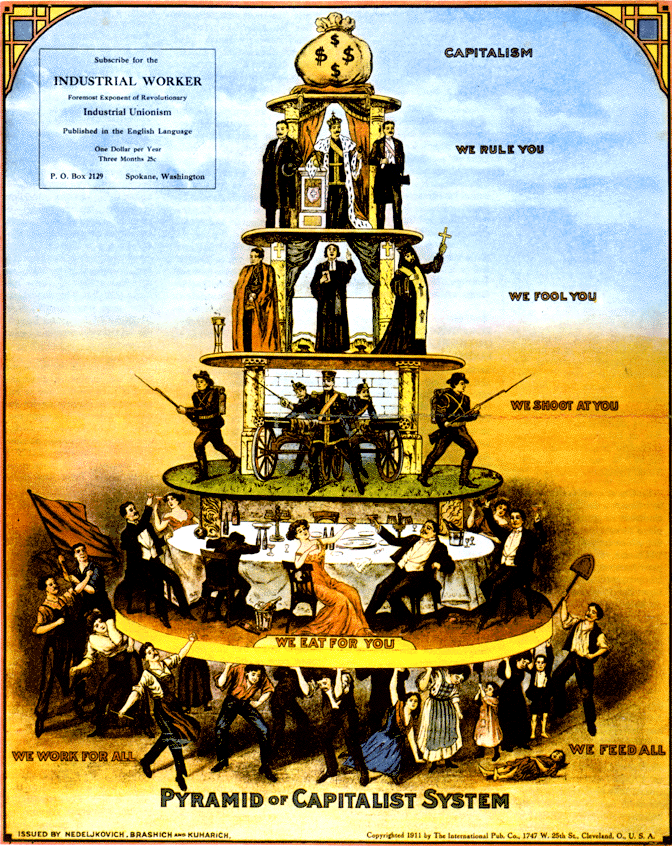
Une vision du capitalisme.

Ce court métrage peut être interprété comme une vision altermondialiste du néolibéralisme, les majordomes représentants le prolétariat travaillant à fournir sans cesse les convives-bourgeois, qui s'engraissent frénétiquement sans trop se poser de question. Tout le monde entretient ainsi la boucle du capitalisme, qui débouche inévitablement sur des crises successives ne pouvant mener qu'à la chute des bourgeois. Cependant, cette fois-ci, ce ne sera pas la révolution des majordomes qui amènera leur perte (ces derniers se contentent de changer d'étage et de continuer à entretenir le système à chaque fois que le plancher défonce), mais plutôt le manque de support physique que la nature peut fournir pour leur croissance irréfléchie.